# Fat City
Fat City is een Amerikaanse dramafilm uit 1972 onder regie van John Huston. Het scenario is gebaseerd op de gelijknamige roman uit 1969 van de Amerikaanse auteur Leonard Gardner.

## Verhaal
Billy Tully is een ex-bokser uit Stockton in Californië. Na de dood van zijn vrouw is hij aan de drank geraakt. Hij bereidt zijn terugkeer in de boksring voor. Tijdens een training leert hij Ernie Munger kennen. Tully ziet dat Munger talent bezit en hij besluit hem op te leiden.

## Rolverdeling
| Acteur             | Personage |
| ------------------ | --------- |
| Stacy Keach        | Tully     |
| Jeff Bridges       | Ernie     |
| Susan Tyrrell      | Oma       |
| Candy Clark        | Faye      |
| Nicholas Colasanto | Ruben     |
| Art Aragon         | Babe      |
| Curtis Cokes       | Earl      |
| Sixto Rodriguez    | Lucero    |
| Billy Walker       | Wes       |
| Wayne Mahan        | Buford    |
| Ruben Navarro      | Fuentes   |